# Новопокровка (Северо-Казахстанская область)
Новопокровка (каз. Новопокровка) — село в районе Шал акына Северо-Казахстанской области Казахстана. Административный центр Новопокровского сельского округа. Находится на берегу озера Тарангул, примерно в 26 км к юго-востоку от города Сергеевка, административного центра района, на высоте 159 метров над уровнем моря. Код КАТО — 595643100.

## Население
В 1999 году численность населения села составляла 1387 человек (676 мужчин и 711 женщин). По данным переписи 2009 года, в селе проживало 973 человека (495 мужчины и 478 женщин).

## Известные уроженцы
- Курлов, Василий Николаевич (1909—1986) — Герой Социалистического Труда.
- Мацко Маргарита Евгеньевна (род. 1986) — казахстанская легкоатлетка (бег на 800 м, эстафета 4×400 метров), мастер спорта международного класса Республики Казахстан (2008).